# British Astronomical Association
British Astronomical Association é a associação de astrônomos amadores no Reino Unido. Foi fundada em Londres em 1890. Possui uma revista científica, o Journal of the British Astronomical Association, que publica matérias editadas por membros da associação, sendo publicado seis vezes por ano.
Ao longo de sua história, a BAA incentivou os observadores a fazer observações cientificamente valiosas, muitas vezes em colaboração com colegas profissionais. Entre os primeiros presidentes da BAA estava Walter Maunder, descobridor da escassez de manchas solares no século XVII agora conhecido como o Mínimo de Maunder, que ele alcançou analisando observações históricas. Mais tarde, esse espírito de observar cientificamente o céu noturno foi defendido por George Alcock, que descobriu cinco cometas e cinco novas usando nada mais do que um par de binóculos.
A BAA continua a contribuir para a ciência da astronomia, mesmo apesar da concorrência moderna de telescópios espaciais e observatórios profissionais altamente automatizados. Sensores digitais modernos, juntamente com técnicas como imagens de sorte, significam que mesmo equipamentos amadores modestos podem rivalizar com o que os observatórios profissionais poderiam ter alcançado algumas décadas atrás. A vastidão do céu noturno, juntamente com o grande número de observatórios amadores, significa que os membros da BAA são frequentemente os primeiros a captar novos fenômenos. Nos últimos anos, o principal caçador de supernovas da Associação, Tom Boles (Presidente 2003–5), descobriu mais de 150 supernovas. Ele agora detém o recorde mundial para o maior número de tais eventos descobertos por qualquer indivíduo na história.
Mais recentemente, a BAA tem trabalhado cada vez mais com parceiros internacionais. As comunicações modernas permitem que astrônomos em diferentes fusos horários ao redor do mundo entreguem o monitoramento de estrelas variáveis e sistemas climáticos planetários para colegas em outros continentes à medida que o Sol nasce, resultando em uma vigilância de 24 horas no céu. Por exemplo, a Seção de Estrelas Variáveis da Associação trabalha em estreita colaboração com a Associação Americana de Observadores de Estrelas Variáveis, enquanto sua Seção de Júpiter trabalha com uma rede global de observadores planetários por meio da colaboração JUPOS.

## Publicações

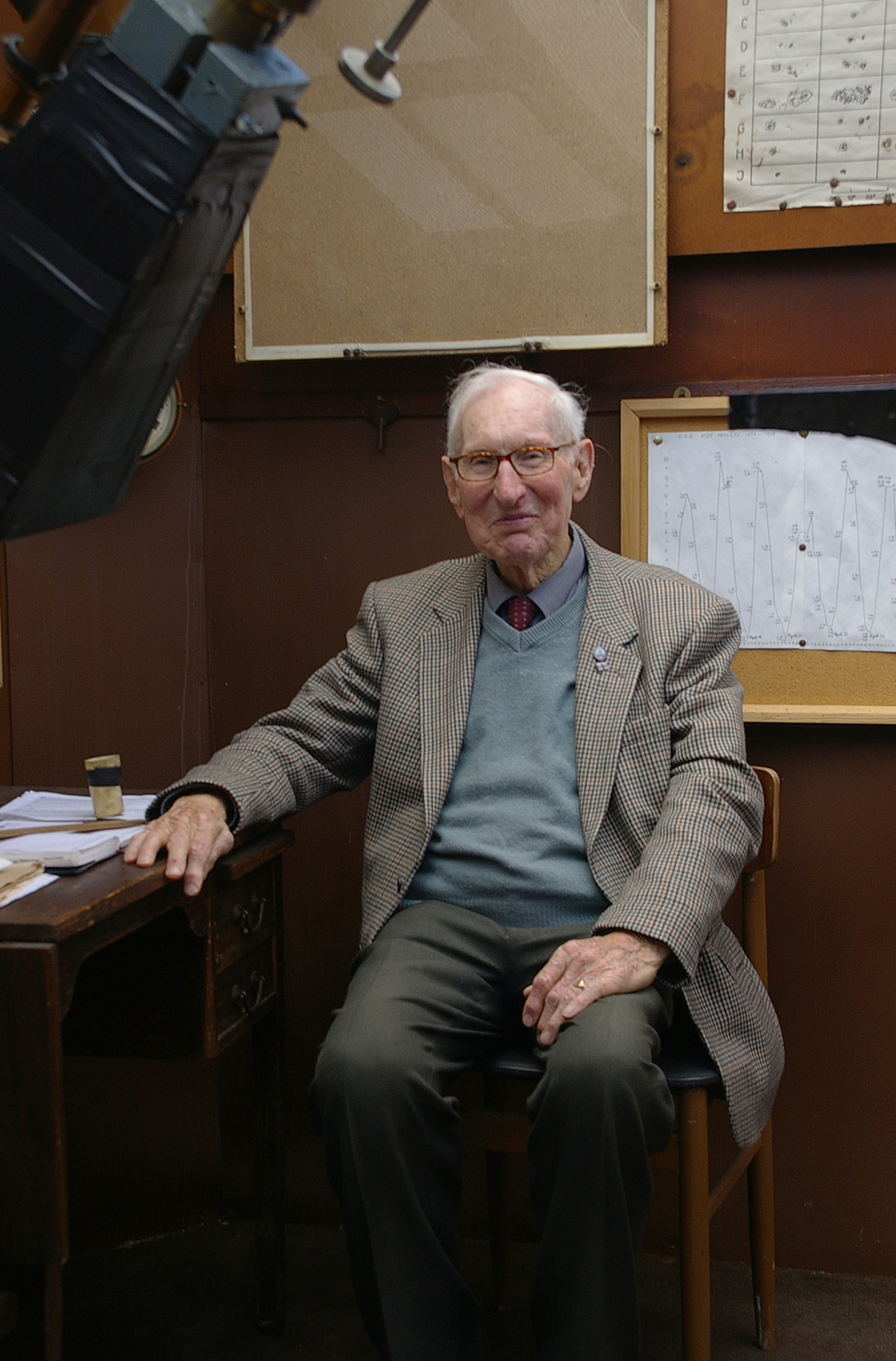
Norman Rogers (1922-2012), membro da BAA, em seu observatório solar.

A publicação mais antiga da Associação é a sua Revista, publicada seis vezes por ano e enviada a todos os membros. Uma vez por ano, a Associação também publica um Manual que contém um almanaque para o ano seguinte. Boletins eletrônicos são emitidos para dar um aviso mais imediato por e-mail de descobertas, notícias astronômicas e reuniões da BAA.

## Expedições para acompanhar Eclipses
Além de membros fazendo arranjos independentes, houve várias expedições mais ou menos oficialmente organizadas para observar vários eclipses solares totais em várias partes do mundo. Esses incluem:
- 1896 para Vadsø, Noruega para o eclipse de 9 de agosto.[3]
- 1898 para a Índia para o eclipse de 22 de janeiro.[4]
- 1900 para os Estados Unidos, Portugal, Espanha, Argélia e no mar (a bordo do RMS Austral) para o eclipse de 28 de maio.[5]
- 1905 para Burgos (Espanha), Labrador (Canadá) e no mar (a bordo do ss Arcadia) para o eclipse de 30 de agosto.[6]
- 1914 para o eclipse de 21 de agosto.[7][8][9][10]
- 1922 para Stanthorpe (Queensland) por membros do Ramo de Nova Gales do Sul para o eclipse de 21 de setembro.[11]
- 1936 para o Mediterrâneo para o eclipse de 19 de junho.[12]
- 1973 a bordo do navio de cruzeiro Monte Umbe 30 de junho.[13]
- 1999 para Truro, Cornwall para o eclipse de 11 de agosto.[14]